# Исалько (Сальвадор)
Исалько (исп. Izalco, пипиль: Itzalku) — город и муниципалитет в западной части Сальвадора, на территории департамента Сонсонате.

## История
Исалько был центром крестьянского восстания 1932 года.
В 1981 году в Исалько был проведён учредительный съезд правой антикоммунистической партии Националистический республиканский альянс (АРЕНА). Основатели АРЕНА вкладывали в место проведения важный символический смысл.

## Географическое положение
Город расположен на севере центральной части департамента, в 55 км к западу от столицы страны, города Сан-Сальвадор, недалеко от вулкана Исалько (к югу от него). Абсолютная высота — 389 метров над уровнем моря. Площадь муниципалитета составляет 175,9 км². В административном отношении муниципалитет делится на 24 кантона.

## Население
По данным на 2013 год численность населения составляет 25 571 человек.
Динамика численности населения города по годам:
| 1992   | 2013   |
| ------ | ------ |
| 15 187 | 25 571 |

## Известные уроженцы
- Франсиско Малеспин Эррера (1806—1846) — Президент Сальвадора (1844—1845).